# Enigma (videojuego de 1998)
Enigma es un videojuego de acción y aventura desarrollado por Omega Force y distribuido por Koei para la PlayStation. Ambientado en 1920, el juego dispone de tres personajes jugables de Inglaterra, Japón y América, quienes viajan por el mundo resolviendo puzles en varias ruinas y templos. El juego nunca fue lanzado fuera de Japón.

## Jugabilidad
Enigma es un juego de aventuras de un jugador con tres personajes seleccionables.

## Desarrollo y lanzamiento
El juego fue desarrollado por Omega Force, quienes desarrollaron previamente Dynasty Warriors. Durante este periodo, Koei intentaba separarse del género de los juegos de estrategia por el cual se habían vuelto conocidos. Produjeron varios juegos como el juego de disparos Winback, el juego de peleas Dynasty Warriors, al igual que Enigma, un juego de aventuras. El juego fue dirigido por Kazuta Imamura, mientras que Tatsuya Yazaki fue el productor, y Kageki Shimodo escribió la historia. Cuando el juego fue anunciado en junio de 1997 en la E3, se esperaba que el desarrollo sería de 9 meses, y hubo planes iniciales para localizar el juego para los mercados en inglés. En aquel entonces, una versión de PlayStation fue confirmada, pero también existía la posibilidad de versiones para Nintendo 64 o computadora personal. Un portavoz de Koei de aquel entonces describió al juego como «Indiana Jones pero con un giro de Resident Evil». El portavoz también dijo que era posible que el juego pudiera vender más que el recientemente lanzado Final Fantasy 7.
El juego fue mostrado posteriormente en la Tokyo Game Show de primavera de 1998. Fue parte de más de 200 juegos de PlayStation mostrados en el show, comparado con los 16 para Nintendo 64.
Enigma fue lanzado el 2 de abril de 1998 para la Sony PlayStation en Japón y distribuido por Koei. Una guía de 127 páginas fue distribuida por Koei titulada Enigma Hyper Guidebook.
El juego nunca fue lanzado fuera de Japón, ni tampoco fue lanzado en los PlayStation's Game Archives en Japón.

## Recepción
Famitsu le dio un puntaje de 25 de 40. Un analista señaló que el punto de vista y los controles eran muy similares a Resident Evil.
La revista brasilera Super GamePower le dio una puntuación de 3,8/5.
Joypad le dio un 5/10.
La revista brasilera Ação Games le dio un 9/10, elogiando los gráficos, la jugabilidad y el desafío.